# Renaud de Bourgogne (abbé)
Renaud de Bourgogne ou Raynald de Bourgogne est un religieux français de la fin du XIe siècle, issu de la famille des ducs de Bourgogne, qui fut abbé de l'abbaye Saint-Pierre de Flavigny-sur-Ozerain de 1085 environ jusqu'à sa mort en 1092.

## Biographie
Il est le fils d'Henri de Bourgogne, duc de Bourgogne, et de son épouse Sibylle de Barcelone. Ses frères aînés Hugues et Eudes seront successivement ducs de Bourgogne alors que Robert sera évêque de Langres tandis que son frère puîné Henri sera comte de Portugal.
Il est d'abord moine à l'abbaye Saint-Pierre de Flavigny-sur-Ozerain avant d'être élevé à la dignité d'abbé, à l'age d'environ 20 ans, à peu près à la même période que son frère Robert devient évêque de Langres.
Un diplôme du roi de France Philippe Ier, cousin de Renaud, confirme par la suite les biens de son monastère.
Il meurt en 1092 après avoir administré son abbaye pendant sept années.